# Lijst van voetbalinterlands Kazachstan - Noord-Ierland
Deze lijst van voetbalinterlands is een overzicht van alle officiële voetbalwedstrijden tussen de nationale teams van Kazachstan en Noord-Ierland. De landen speelden tot op heden twee keer tegen elkaar. De eerste ontmoeting, een kwalificatiewedstrijd voor het Europees kampioenschap voetbal 2024, werd gespeeld in Belfast op 19 juni 2023. Het laatste duel, de returnwedstrijd in dezelfde kwalificatiereeks, vond plaats op 10 september 2023 in Astana.

## Wedstrijden
| № | Plaats  | Datum             | Competitie           | Wedstrijd                  | Uitslag |
| - | ------- | ----------------- | -------------------- | -------------------------- | ------- |
| 1 | Belfast | 19 juni 2023      | EK 2024 kwalificatie | Noord-Ierland – Kazachstan | 0 – 1   |
| 2 | Astana  | 10 september 2023 | EK 2024 kwalificatie | Kazachstan − Noord-Ierland | 1 − 0   |

## Samenvatting
| Competitie      | Totaal gespeeld | Winst Kazachstan | Gelijk | Winst Noord-Ierland | Doelsaldo Kazachstan – Noord-Ierland |
| --------------- | --------------- | ---------------- | ------ | ------------------- | ------------------------------------ |
| EK-kwalificatie | 2               | 2                | 0      | 0                   | 2 − 0                                |
| Totaal          | 2               | 2                | 0      | 0                   | 2 − 0                                |

KFF · A-internationals · Bondscoaches · Statistieken · Kazachs vrouwenelftal · Olympisch elftal · Kazachstan U21 · Kazachstan U20 · Kazachstan U19 · Kazachstan U18 · Kazachstan U17
1992 – 1999 · 2000 – 2009 · 2010 – 2019 · 2020 – 2029
1992 · 1993 · 1994 · 1995 · 1996 · 1997 · 1998 · 1999 · 2000 · 2001 · 2002 · 2003 · 2004 · 2005 · 2006 · 2007 · 2008 · 2009 · 2010 · 2011 · 2012 · 2013 · 2014 · 2015 · 2016 · 2017 · 2018 · 2019 · 2020 · 2021 · 2022 · 2023 ·
2024 · 2025
Albanië ·
Andorra ·
Armenië ·
Azerbeidzjan ·
Bahrein ·
België ·
Bosnië en Herzegovina ·
Bulgarije ·
Burkina Faso ·
China ·
Curaçao ·
Cyprus ·
Denemarken ·
Duitsland ·
Engeland ·
Estland ·
Faeröer ·
Finland ·
Frankrijk ·
Georgië ·
Griekenland ·
Hongarije · 
Ierland ·
IJsland ·
Irak ·
Iran ·
Japan ·
Jordanië ·
Kirgizië ·
Koeweit ·
Kroatië ·
Laos ·
Letland ·
Libanon ·
Libië ·
Liechtenstein ·
Litouwen ·
Litouwen ·
Luxemburg ·
Malta ·
Moldavië ·
Montenegro ·
Nederland ·
Nepal ·
Noord-Ierland ·
Noord-Korea ·
Noord-Macedonië ·
Noorwegen ·
Oekraïne ·
Oezbekistan ·
Oman ·
Oostenrijk ·
Pakistan ·
Palestina ·
Polen ·
Portugal ·
Qatar ·
Roemenië ·  
Rusland ·
San Marino ·
Saoedi-Arabië ·
Schotland ·
Servië ·
Singapore ·
Slovenië ·
Slowakije ·
Syrië ·
Tadzjikistan ·
Thailand ·
Tsjechië ·
Turkmenistan ·
Turkije ·
Verenigde Arabische Emiraten ·
Vietnam ·
Wales ·
Wit-Rusland ·
Zuid-Korea ·
Zweden
IFA · A-internationals · Selecties · Bondscoaches · Noord-Iers vrouwenelftal · Brits olympisch elftal · N-Ierland U21 · N-Ierland U20 · N-Ierland U19 · N-Ierland U18 · N-Ierland U17 · N-Ierland U16
1882 – 1899 ·
1900 – 1919 ·
1920 – 1929 ·
1930 – 1939 ·
1940 – 1949 ·
1950 – 1959 ·
1960 – 1969 ·
1970 – 1979 ·
1980 – 1989 ·
1990 – 1999 ·
2000 – 2009 ·
2010 – 2019 ·
2020 – 2029
EK 2016
WK 1958 · 
WK 1982 · 
WK 1986
1921 · 
1922 · 
1923 · 
1924 · 
1925 · 
1926 · 
1927 · 
1928 · 
1929 · 
1930 · 
1931 · 
1932 · 
1933 · 
1934 · 
1935 · 
1936 · 
1937 · 
1938 · 
1939 · 
1940 · 1941 · 1942 · 1943 · 1944 · 1945 · 
1946 · 
1947 · 
1948 · 
1949 · 
1950 · 
1952 · 
1952 · 
1953 · 
1954 · 
1955 · 
1956 · 
1957 · 
1958 · 
1959 · 
1960 · 
1961 · 
1962 · 
1963 · 
1964 · 
1965 · 
1966 · 
1967 · 
1968 · 
1969 · 
1970 · 
1971 · 
1972 · 
1973 · 
1974 · 
1975 · 
1976 · 
1977 · 
1978 · 
1979 · 
1980 · 
1981 · 
1982 · 
1983 · 
1984 · 
1985 · 
1986 · 
1987 · 
1988 · 
1989 · 
1990 ·
1991 · 
1992 · 
1993 · 
1994 · 
1995 · 
1996 · 
1997 · 
1998 · 
1999 · 
2000 · 
2001 · 
2002 · 
2003 · 
2004 · 
2005 · 
2006 · 
2007 · 
2008 · 
2009 · 
2010 · 
2011 · 
2012 · 
2013 · 
2014 · 
2015 · 
2016 · 
2017 · 
2018 · 
2019 · 
2020 · 
2021 ·
2022 ·
2023 ·
2024
Albanië ·
Algerije ·
Andorra ·
Argentinië ·
Armenië ·
Australië ·
Azerbeidzjan ·
Barbados ·
België ·
Bosnië en Herzegovina ·
Brazilië ·
Bulgarije ·
Canada ·
Chili ·
Colombia ·
Costa Rica ·
Cyprus ·
Denemarken ·
Duitsland ·
Engeland ·
Estland ·
Faeröer ·
Finland ·
Frankrijk ·
Georgië · 
Griekenland ·
Honduras ·
Hongarije ·
Ierland ·
IJsland ·
Israël ·
Italië ·
Joegoslavië ·
Kazachstan ·
Kosovo ·
Kroatië ·
Letland ·
Liechtenstein ·
Litouwen ·
Luxemburg · 
Malta ·
Marokko ·
Mexico ·
Moldavië ·
Montenegro ·
Nederland ·
Nieuw-Zeeland ·
Noorwegen ·
Oekraïne ·
Oostenrijk ·
Panama ·
Polen ·
Portugal ·
Qatar ·
Roemenië ·
Rusland ·
Saint Kitts en Nevis ·
San Marino ·
Schotland ·
Servië ·
Servië en Montenegro ·
Slovenië ·
Slowakije ·
Sovjet-Unie ·
Spanje ·
Thailand ·
Trinidad en Tobago ·
Tsjechië ·
Tsjecho-Slowakije ·
Turkije ·
Uruguay ·
Verenigde Staten ·
Wales ·
Wit-Rusland · 
Zuid-Korea ·
Zweden ·
Zwitserland
Frankrijk (1982) · Oekraïne (2016) · Oostenrijk (1982) · Polen (2016)